# Kalbites de l'Àndalus
Els kalbites de l'Àndalus són els membres dels Banu Kalb establerts a l'Àndalus i una tendència política en aquesta regió al segle VIII. Els primers kalbites van arribar amb l'exèrcit de Mussa ibn Nusayr. També van arribar al mateix temps els Qays Aylan o qaysites i al llarg del segle els dos grups van formar partits oposats passava com al califat. L'antagonisme fou fort durant tot el segle VIII.
Balj ibn Bixr al-Quxayrí, membre de l'aristocràcia qaysita, va arribar a l'Àndalus (742) amb tropes sirianes després de ser derrotat (741) a l'Àfrica pels rebels de Maysara. Va arribar portat pel mateix valí Abd-al-Màlik ibn Qàtan al-Fihrí, un medinès hostil als sirians, que havia de fer front a la revolta amaziga a l'Àndalus. Aviat Balj va suplantar Abd-al-Màlik i va fer una política pro-qaysita. El seu lloctinent i successor Thalaba ibn Salama al-Amilí va seguir la mateixa tendència i va cometre abusos i Damasc va enviar Abu-l-Khattar al-Hussam ibn Dirar al-Kalbí, un kalbita, que va adoptar una política favorable als seus, el que va acabar provocant la revolta dels qaysites (i fins i tot d'alguns grups iemenites) sota el comandament d'as-Sumayl, del jund de Qinnasrín, i de Thawaba ibn Salama, del clan iemenita dels judhamites, que el van vèncer l'abril de 745 a la riba del Guadalete, proclamant nou valí al segon, però de fet sota tutela del primer, provocant llavors la revolta dels iemenites. El valí enderrocat fou empresonat a Còrdova, però el 746, en morir Thawaba, va ser alliberat en un cop de mà nocturn dut a terme pels seus partidaris, i va fugir a Niebla, on va intentar refer el seu bàndol. Va ser derrotat en la batalla de Xaqunda en la qual va dirigir la coalició iemenita contra el nou valí Yússuf ibn Abd-ar-Rahman al-Fihrí, nomenat per recomanació d'as-Sumayl, que exercia el càrrec interinament (747) i que afavoria els qaysites; el derrotat fou executat el 747 i per un temps les operacions es van aturar a causa de la fam que aleshores patia l'Àndalus, però el 754 els iemenites (kalbites i altres) van atacar i assetjar Saragossa, on governava as-Sumayl, sense èxit; van tornar a assetjar aquesta ciutat el 755, però els qaysites els van rebutjar amb suport d'emissaris del futur Abd-ar-Rahman I. Però finalment els contactes dels qaysites i omeies no van fructificar i foren els kalbites els que van donar suport a l'omeia.
Progressivament l'hostilitat entre les dues faccions es va atenuar, però encara el 822 va esclatar una guerra a la regió de Múrcia que va durar set anys, per una discòrdia insignificant entre els dos grups.